# 4 stjärnors middag
4 stjärnors middag var ett matlagningsprogram som började sändas 29 augusti 2011.